# Wang Junxia
Dans ce nom, le nom de famille, Wang, précède le nom personnel.
Pour les articles homonymes, voir Wang (patronyme).
Wang Junxia (née le 9 janvier 1973 à Jiaohe) est une athlète chinoise spécialiste des courses de fond, championne olympique du 5 000 m en 1996 à Atlanta et championne du monde du 10 000 m en 1993 à Stuttgart. Elle détient depuis 1993 le record du monde du 3 000 m en 8 min 6 s 11.

## Carrière
Wang Junxia commence à courir à l'âge de cinq ans, en 1978.
En 1992, elle finit deuxième des championnats du monde junior de cross-country, devancée par l'Anglaise Paula Radcliffe. Elle devient au cours de la saison estivale championne du monde junior du 10 000 mètres à Séoul devant l'Éthiopienne Gete Wami et la Kényane Sally Barsosio.
Mais c'est en 1993, à vingt ans, qu'éclate son talent. En avril, Wang Junxia bat le record d'Asie du marathon en 2 h 24 min 7 s. Un mois plus tard, elle bat un autre record d'Asie, celui du 3 000 mètres en 8 min 27 s 68. Peu connue du grand public, elle arrive aux championnats du monde de Stuttgart en tant que favorite du 10 000 m. Quelques jours après l'inattendu triplé chinois sur le 3 000 m féminin, remportée par sa compatriote Qu Yunxia, elle prend part à la finale du 10 000 m qu'elle remporte aisément devant sa compatriote Zhong Huandi et l'inexpérimentée Kényane de quinze ans Sally Barsosio. Elle se détache au huitième kilomètre et parcourt les derniers mille mètres en 2 min 43 s.
Quelques semaines plus tard lors des championnats nationaux à Pékin, elle pulvérise trois records du monde en l'espace de cinq jours :
- Le 8 septembre, elle explose le record du monde d'Ingrid Kristiansen du 10 000 m de 42 secondes en 29 min 31 s 78. Elle devient ainsi la première femme à descendre sous les trente minutes sur la distance.
- Le 11 septembre, elle termine deuxième du 1 500 mètres derrière Qu Yunxia dans une course à record. Qu gagne en 3 min 50 s 46 (record du monde jusqu'en 2015) et Wang finit en 3 min 51 s 92.
- Le 12 septembre, elle améliore le record du monde du 3 000 m dans la deuxième série en 8 min 12 s 19. Ce record venait d'être battu par sa compatriote Zhang Linli dans la première série.
- Le 13 septembre, elle remporte la finale du 3 000 m et améliore une nouvelle fois le record du monde en 8 min 6 s 11.

En fin d'année, elle remporte également la coupe du monde de marathon en 2 h 28 min 16 s à Saint-Sébastien.
En 1994, le prix Jesse-Owens lui est décerné pour ses remarquables performances sur l'année 1993. Elle gagne les Jeux asiatiques sur 10 000 mètres à Hiroshima en 30 min 50 s 34.
En 1995, une dizaine d'athlètes, avec à leur tête Wang Junxia, se rebellent contre les conditions déplorables que leur fait subir leur entraîneur Ma Junren. Plus tard il admettra battre les plus récalcitrantes ou les moins performantes, s'arrogeant les gains de leurs victoires et notamment les Mercedes (offertes par l'IAAF à chaque vainqueur aux Mondiaux de Stuttgart). Pendant un moment, Junxia s'entraîne seule avant de rejoindre Mao Dezhen pour préparer l'échéance olympique d'Atlanta.
En 1996 aux Jeux olympiques, Wang gagne le 5 000 mètres en 14 min 59 s 88 et finit deuxième du 10 000 m en 31 min 2 s 58, une seconde derrière la Portugaise Fernanda Ribeiro. Elle arrête sa carrière après ces Jeux et se marie avec Zhan Yu.
Puis les informations sur l'ancienne athlète deviennent lacunaires. En 2001, The Guardian rapporte que Wang vit de manière anonyme à Pékin. En 2008, Wang et son mari sont retrouvés aux États-Unis, où ils habitent à Denver, dans le Colorado. En 2012, elle indique au journal espagnol El País qu'elle est en train d'écrire son autobiographie.
Grâce à ses deux titres (olympique et mondial) et ses records mondiaux du 3 000, jamais approché, et du 10 000, battu seulement en août 2016 aux Jeux Olympiques de Rio, Wang Junxia est, en mars 2012, l'un des douze premiers athlètes intronisés au Temple de la renommée de l'IAAF.

## Polémiques
D'énormes suspicions de dopage portent sur les performances qu'elle a réalisées en 1993 comme sur celles de nombreux sportifs chinois au cours de la décennie. Dans la province du Liaoning, l'entraîneur Ma Junren (en) avait formé une équipe de coureuses de demi-fond exceptionnelle. À base de « soupe de sang de tortue à carapace molle » et d'une discipline de fer, digne des troupes d'élite, ses athlètes vont réussir des performances extraordinaires.
Décrié, soupçonné, Junren sera, plusieurs fois, démis de ses fonctions puis réintégré. Ainsi en 2000, il est écarté de l'équipe olympique chinoise, après que six de ses athlètes eurent échoué à des tests antidopage, mais quelques mois plus tard, il a de nouveau un poste important dans la délégation chinoise qui participe aux Mondiaux d'Edmonton. Cependant, il n'obtiendra jamais les mêmes résultats qu'à Stuttgart.
Le caractère exceptionnel des performances et le doute qui les entoure ont déclenché les critiques lorsque l'IAAF nomma Wang dans les douze premiers membres de son Panthéon de l'athlétisme.

## Records
| Épreuve  | Temps          | Date              | Lieu    | Note            |
| -------- | -------------- | ----------------- | ------- | --------------- |
| 1 000 m  | 2 min 33 s 3   | 11 septembre 1993 | Pékin   |                 |
| 1 500 m  | 3 min 51 s 92  | 11 septembre 1993 | Pékin   |                 |
| 2 000 m  | 5 min 29 s 41  | 12 septembre 1993 | Pékin   | Record d'Asie   |
| 3 000 m  | 8 min 6 s 11   | 13 septembre 1993 | Pékin   | Record du monde |
| 5 000 m  | 14 min 51 s 87 | 5 mai 1996        | Nankin  |                 |
| 10 000 m | 29 min 31 s 79 | 8 septembre 1993  | Pékin   |                 |
| Marathon | 2 h 24 min 7 s | 4 avril 1993      | Tianjin |                 |

## Palmarès
| Date | Compétition                                   | Lieu            | Résultat | Discipline    | Temps           |
| ---- | --------------------------------------------- | --------------- | -------- | ------------- | --------------- |
| 1992 | Championnats du monde de cross-country junior | Boston          | 2e       | Cross-country | 13 min 35 s     |
| 1992 | Championnats du monde junior                  | Séoul           | 1er      | 10 000 m      | 32 min 29 s 90  |
| 1993 | Championnats du monde                         | Stuttgart       | 1er      | 10 000 m      | 30 min 49 s 30  |
| 1993 | Coupe du monde de marathon                    | Saint-Sébastien | 1er      | Marathon      | 2 h 28 min 16 s |
| 1994 | Jeux d'Asie                                   | Hiroshima       | 1er      | 10 000 m      | 30 min 50 s 34  |
| 1996 | Jeux olympiques                               | Atlanta         | 1er      | 5 000 m       | 14 min 59 s 88  |
| 1996 | Jeux olympiques                               | Atlanta         | 2e       | 10 000 m      | 31 min 02 s 58  |

## Vie privée
En 2001, elle épouse Zhan Yu, un ancien footballeur avec qui elle a un petit garçon.